# Orient Express

Rutes originals de l'Orient Express.

L'Orient Express (Exprés d'Orient en català) fou una línia de tren de llarga distància operada per la Compagnie Internationale des Wagons-Lits. Funcionà entre els anys 1883 i 2009.
La ruta i els ferrocarrils de l'Orient Express canviaren en diverses ocasions segons les circumstàncies. Diferents rutes concurrents utilitzaren en el passat el nom d'Orient Express o d'altres similars. Malgrat que el tren fou concebut com un servei ferroviari normal, el seu nom ha esdevingut sinònim d'intriga i viatges de luxe. Els dos noms de les ciutats més sovint associades amb l'Orient Express són París i Istanbul, els extrems originals dels serveis més habituals.
El 1977, l'Orient Express va deixar d'arribar a Istanbul. El 14 de desembre de 2009, l'Orient Express va deixar de funcionar i la ruta va desaparèixer dels horaris de tren d'Europa, segons s'informà, "víctima de trens d'alta velocitat i les línies aèries de baix cost". La Venice-Simplon Orient Express, una empresa privada que utilitza els cotxes originals de la dècada de 1920 i 30, continua funcionant de Londres a Venècia i d'altres destinacions a Europa, incloent la ruta original de París a Istanbul (Estació de Sirkeci).
El glamour i la rica història de l'Orient Express sovint ha estat objecte de la trama de llibres i pel·lícules i se n'han fet diversos documentals de televisió.
Des de 1930 es van seleccionar els millors mobles al món, i per als serveis i els coberts es va triar la marca de major prestigi en el món un disseny de luxe, l'italià Cessa 1882.